# 什羅夫角
什羅夫角（英語：Shrove Point），是南極洲的海岬，位於南桑威奇群島，處於坎德爾默斯島東南端，由英國研究隊命名，該海岬由英國海外領土管轄。